# もうひとりのシェイクスピア
『もうひとりのシェイクスピア』（Anonymous）は、2011年のイギリス・ドイツ合作の歴史サスペンス映画。ローランド・エメリッヒ監督、リス・エヴァンス、ヴァネッサ・レッドグレイヴ主演。劇作家ウィリアム・シェイクスピアの作品が別人によって書かれたとする「シェイクスピア別人説」のうち、第17代オックスフォード伯エドワード・ド・ヴィアを本当の作者とする説に基づいたフィクションである。

## ストーリー
17世紀初頭、ジェームズ1世の統治するイングランドで、劇作家のベン・ジョンソンは時の宰相ロバート・セシルに捕らえられ、亡きオックスフォード伯エドワード・ド・ヴィアーから預かった演劇の原稿のありかを詰問される。ベンはエドワードとの出会いを思い出す。
16世紀末、エリザベス1世の治世。ベンは政治を批判した内容の芝居を書いたとして捕らえられる。その芝居を観ていたエドワードは、義父である時の宰相ウィリアム・セシルを騙って違法にベンを釈放させる。エドワードに引き合わされたベンは、エドワードから自分の書いた演劇をベンの名前で発表・上演するように頼まれる。エドワードは宰相である義父とその息子のロバートに対する批判を演劇の形で著していたのだった。エドワードからの依頼に困惑していたベンだったが、預かった原稿を匿名で発表する。ベンの予想に反し、エドワードの書いた芝居は大成功する。歓喜に湧く観客が作家を呼び出す中、ベンから相談を受けていた友人の役者であるウィリアムがとっさに舞台に上がり、作家として挨拶してしまう。予想外の事態にベンも、その事実を知ったエドワードも戸惑うが、エドワードはそのままウィリアムに作家の振りをさせることにし、ベンはエドワードから原稿を預かる係となる。こうしてウィリアムは「劇作家ウィリアム・シェイクスピア」として振る舞うこととなる。エドワードの作品は全てが高い評価を受け、それに伴い、ウィリアムは有名作家として扱われるようになる。そんなウィリアムがろくに読み書きもできないことを知っているベンはウィリアムに反発し、2人の仲は決裂する。また、金遣いの荒いウィリアムは、ベンだけが知る作家の正体を突き止め、エドワードに直接金をせびるようになる。
一方、セシル父子は年老いた女王エリザベスの王位継承者としてスコットランド王ジェームズを迎える準備を密かに進めていた。エリザベスの寵臣で彼女の隠し子とも噂されるエセックス伯ロバート・デヴァルーはテューダー朝を絶やすべきではないとして、セシル父子に強く反発する。エドワードの若き友人サウサンプトン伯ヘンリー・リズリーは親友であるエセックス伯を王位継承者とすべきと考えるが、あまりに急進的なエセックス伯に危うさを感じるエドワードはサウサンプトン伯に、エセックス伯と距離を置くように諭す。しかし、サウサンプトン伯はエセックス伯との友情を優先する。実はサウサンプトン伯は、かつて愛し合っていたエリザベスとエドワードの間に生まれた子であった。サウサンプトン伯はその事実を知らないが、エドワードは父であることを隠し、サウサンプトン伯を後見していたのである。
そんな中、エセックス伯はアイルランド総督として、アイルランド九年戦争に加わる。しかし、ロバート・セシルの企みにより、エセックス伯は失脚、サウサンプトン伯ともども謀反の罪に問われてしまう。この事態にエドワードは、自分の書いた演劇で民衆を煽動してエセックス伯の味方に付けることを考える。ところが、ウィリアムから劇作家としての仕事を邪魔されたベンが、エドワードの演劇にロバートを揶揄した人物が登場することを当局に密告したために、エドワードの計画は完全に失敗してしまう。エドワードはエリザベスに直談判する予定だったが、エセックス伯が謀反を起こしたとされたために謁見は中止させられる。落胆するエドワードの前にロバートが現れる。そこでロバートが告げたのは衝撃の事実であった。ロバートの父ウィリアム・セシルがエドワードの後見人となり、娘アン（ロバートの姉）を嫁がせたのは、エドワードが当時はまだ世間から注目されていなかった若きエリザベスの初めて生んだ隠し子で、自分の孫を王位に就けたかったからだったのである。しかし、エリザベスとエドワードが互いに実の母子とは知らずに愛し合うようになってしまったことから計画は狂い、さらに政治から距離を置いて家計も家庭も一切顧みずに演劇や詩に傾倒するエドワードに対し、ウィリアム・セシルは恨みを抱いていたのだった。激しいショックを受けるエドワードを、ロバートは厳しく罵る。
謀反を起こしたとしてエセックス伯と共にサウサンプトン伯も死刑を宣告され、まずエセックス伯が処刑される。息子サウサンプトン伯を救いたいエドワードはエリザベスに謁見する。かつてウィリアム・セシルの企みにより、誤解の中で引き離された2人にとって久々の再会である。実はエリザベスも既に、サウサンプトン伯がエドワードとの間に生んだ実の息子であることを知っていた。サウサンプトン伯に出生の秘密を知られないようにすることを条件に、サウサンプトン伯の処刑は中止される。それからしばらくしてエリザベスは亡くなり、エドワードも後を追うように亡くなる。死の直前にエドワードはいくつかの遺作をベンに預ける。
捕らえられたベンはロバートに、エドワードから預かった原稿は今回捕まる際に逃げ込んだ劇場が燃やされたため一緒に燃え尽きたと告げる。ベンの言葉を信じたロバートによってベンは釈放される。焼け落ちた劇場にやってきたベンは、原稿を隠した箱が焼け残っていることに気付く。その中には原稿がほぼそのまま焼けずに残っていた。こうして、エドワードの死後も「ウィリアム・シェイクスピア」の作品は発表され続けられることとなる。

## キャスト
オックスフォード伯エドワード・ド・ヴィア / 「ウィリアム・シェイクスピア」
演 - リス・エヴァンス（若い頃 - ジェイミー・キャンベル・バウアー）
名門貴族。演劇や詩に傾倒するあまり家は破産寸前。義父である宰相ウィリアム・セシルとその息子ロバートへの批判を演劇の形で表現する。
エリザベス1世
演 - ヴァネッサ・レッドグレイヴ（若い頃 - ジョエリー・リチャードソン）
老齢の女王。演劇や詩を愛する。若い頃にエドワードと愛し合い、密かに息子を生んでいた。
ベン・ジョンソン
演 - セバスチャン・アルメスト
劇作家で詩人。エドワードから作品を託される。
ストラットフォードのウィリアム・シェイクスピア
演 - レイフ・スポール
役者。ベンの友人。ろくに読み書きもできないが、ふとしたはずみで「劇作家シェイクスピア」を名乗ることになる。
ウィリアム・セシル
演 - デヴィッド・シューリス
宰相。清教徒の立場から演劇や詩を否定し、時に弾圧、その政治姿勢は国民から嫌われている。若くして両親を亡くしたエドワードの後見人となり、娘アンをエドワードに嫁がせている。エリザベスの王位継承者としてスコットランド王ジェームズを推している。
ロバート・セシル
演 - エドワード・ホッグ
ウィリアムの息子で右腕。父の方針を忠実に継承。父親と同じく国民から嫌われている。背骨が曲がっている。
サウサンプトン伯ヘンリー・リズリー
演 - ゼイヴィア・サミュエル
エドワードの年の離れた若い友人。実はエドワードとエリザベスの間に生まれた隠し子だがその事実を知らない。
エセックス伯ロバート・デヴァルー
演 - サム・リード
女王の寵臣。女王の隠し子と噂されている。サウサンプトン伯の親友。テューダー朝を終わらせようとしているセシル父子と対立。
フランチェスコ
演 - パオロ・デ・ヴィータ
エドワードの忠臣。
クリストファー・マーロウ
演 - トリスタン・グラヴェル
ベンの作家仲間。「シェイクスピア」の秘密に気付いた後に謎の死を遂げる。
トマス・デッカー
演 - ロバート・エムズ
ベンの作家仲間。
トマス・ナッシュ
演 - トニー・ウェイ
ベンの作家仲間。
ヘンリー・コンデル
演 - マーク・ライランス
グローブ座のシェイクスピア俳優。
アン・ド・ヴィア
演 - ヘレン・バクセンデイル（若い頃 - エイミー・クウォレック）
エドワードの妻。ウィリアム・セシルの娘でロバートの姉。父と同様に演劇や詩を否定している。
語り手
演 - デレク・ジャコビ
プロローグとエピローグに登場。

## 製作

### 企画
脚本家のジョン・オーロフは1990年代後半に脚本を書いたが、1998年に『恋におちたシェイクスピア』が公開されたため、この企画は棚上げされた。それは約3000万から3500万ドルの予算で、2005年の公開を目指して "The Soul of the Age" として製作にゴーサインが出ていた。しかしローランド・エメリッヒ監督は、資金調達に難航していることを『スクリーン・デイリー』に語った。2009年10月、エメリッヒは2010年3月22日より撮影を開始すると述べた。
2010年4月29日のスタジオ・バーベルスベルクでの記者会見にて、エメリッヒは、自分の映画の商業的成功により本企画が可能となり、自分の望んだキャスティングが出来たと述べた。

### 撮影
撮影のため、スタジオ・バーベルスベルクにてエリザベス時代のロンドンを再現する手作りのセットが70以上作られた。これらには、ローズ座の本格的なレプリカが含まれている。このほかに、CGIによってセットが強化されている。

## 作品の評価
Rotten Tomatoesによれば、174の評論のうち、高く評価しているのは45%にあたる79件にとどまっており、平均して10点満点中5.43点を得ている。
Metacriticによれば、43件の評論のうち、高評価は17件、賛否混在は19件、低評価は7件で、平均して100点満点中50点を得ている。